# 反例
在逻辑学中，反例是相对于某个全称命题的概念。反例在数学、哲学和自然科学中都有重要的应用。举例来说，对一个命题：所有的天鹅都是白色的。这是一个全称命题，声明对于某类事物全体（所有的天鹅），都有某个性质（是白色的）。为了说明这个命题不是真的，只需要举出一个例子，其对象属于这类事物，但不具有命题中声称的性质就可以了。这样的例子称为反例：一只不是白色的天鹅就是这个命题的反例。

## 应用

### 数学中的应用
数学中，反例常被用于证明之中。有许多数学猜想或命题的叙述是全称命题，声称所有的一类事物都有某种性质，或者是只要满足某个条件，就会得出某种结果。当证明这样的数学猜想遇到困难时，数学家会趋向于寻找一个反例，以说明这个猜想是错误的。
此外，某些反例可以帮助人们更好地理解一些数学概念的性质。这是因为反例的存在表示着：由某些事物A满足条件P，但没有性质Q。这样可以避免使用全称推断造成的错误结果。一个著名的例子是命题：“所有级数都是收敛的。”这样一个命题。在18世纪以前，几乎所有的数学家都认为这是毋庸置疑的。这造成了许多荒谬的结果，例如欧拉“证明”了级数：
{\displaystyle 1-1+1-1+\cdots ={\frac {1}{2}}}
他的证明是：这个级数必然有一个和（因为收敛）。设这个和是S，那么：
{\displaystyle 1-S=1-(1-1+1-1+\cdots )=1-1+1-1+\cdots =S}
所以{\displaystyle 2S=1}，从而{\displaystyle S={\frac {1}{2}}}。他自己也承认这是一个悖论，因为整数的求和不可能等于分数。事实上，上面的级数就是一个反例，说明级数不总是（在传统意义上）收敛的。
另一个著名的例子是“所有的函数都是几乎处处连续可导（甚至光滑）的”，这也是一个早期数学中默认的想法。然而后来找到了处处不连续或者连续但处处不可导的函数，作为反例。这些反例包含的信息是：函数的图像可以是比人类想象的还要复杂得多。

### 哲学里的应用
在哲学中，大部分的结论和推断都是较为广泛而无法象数学中一样严格证明的，因此构造反例主要是为了说明某个哲学理论或论断无法适用于某种特殊情况。一个有名的例子是葛梯尔问题。长期以来西方哲学中对于知识的概念可以概括为所谓JTB理论，即得到辩护的真信念（justified true belief）。1960年代，盖梯尔发表了一篇论文，其中提出对这种定义的质疑，并举出了反例，使得对何谓知识的定义重新成为哲学界探讨的话题。
“JTB理论”的内涵是：某个人A“知道”某个事实B，是指：
1. B是真的；
2. A相信B是真的；
3. A相信B为真是得到辩护的（或者说有理由的、合理的）。

这样的情况下，我们说A掌握了关于B的知识。这样获得的知识是真实可靠的。JTB理论中的每一点都是必要的。比如说，某人买了彩票后弄丢了，然后他认为自己也没有中彩票。虽然事实上他也没中，但由于他的相信是无理由的（未经辩护），所以不能称作是知识：他并不知道自己的确没中彩票。然而，盖梯尔对这样的定义提出了质疑，认为即使满足了这三点，也未必能够称为知识。他举的反例如下：
史密斯被告知琼斯有一辆福特车，他因此相信这件事，并同时也有理由相信：“或者琼斯有一辆福特车，或者布朗在巴塞罗那”，虽然他根本不知道布朗在哪里。事实上，琼斯并没有福特车，但是布朗的确在巴塞罗那，所以史密斯相信的事情是真的（真信念），并且是得到辩护了的，但并不是知识。
一开始，哲学家们认为很快就可以找到一个简单的解决办法。然而，更多的“盖梯尔式”的反例被制造出来，使得附加了各种额外要求的JTB理论仍然无法准确地描述“知道”这个概念。这是因为盖梯尔问题的解决涉及到认识论的根本问题，如何为可靠的辩护，何谓真理等等。